# Vitolio Tipotio
Paulo Tipotio (né le 17 juillet 1975 à Wallis) est un athlète français, spécialiste du lancer du javelot.
Il mesure 1,86 m pour 93 kg et est licencié au CA Montreuil 93 depuis 2005 (l'AS Magenta Nouméa jusqu'en 1995). 
Il fut sélectionné 9 fois en équipe de France A et vainqueur du championnat de France élite en 2006, 2007 et 2009.
Il a réalisé son meilleur jet à Saint-Étienne en 2002 avec 80,34 m.

## Palmarès

### International
| Date | Compétition                | Lieu    | Résultat | Performance |
| ---- | -------------------------- | ------- | -------- | ----------- |
| 2005 | Jeux méditerranéens        | Almería | 1er      | 75,20 m     |
| 2005 | Jeux de la Francophonie    | Niamey  | 2e       | 67,79 m     |
| 2007 | Coupe d'Europe des nations | Munich  | 2e       | 79,69 m     |

### National
| Date | Compétition            | Lieu      | Résultat | Performance |
| ---- | ---------------------- | --------- | -------- | ----------- |
| 2006 | Championnats de France | Tomblaine | 1er      | 74,08 m     |
| 2007 | Championnats de France | Niort     | 1er      | 75,78 m     |
| 2009 | Championnats de France | Angers    | 1er      | 77,55 m     |
| 2010 | Championnats de France | Valence   | 3e       | 74,62 m     |
| 2013 | Championnats de France | Paris     | 1er      | 71,74 m     |